# SEASON (織田哲郎の曲)
「SEASON」（シーズン）は、織田哲郎の通算8枚目のシングル。1988年5月21日にCBS/SONYから発売され、1992年に田中美奈子によってカバーされた。

## 解説
本作と同名のアルバムが同日発売された。TBSテレビ系列『世界・ふしぎ発見!』エンディング・テーマとして同年7月から9月まで起用された。
カップリング曲はアルバム未収録。

## 収録曲
- 全作詞・作曲・編曲：織田哲郎

1. SEASON
2. FOOL

## 田中美奈子によるカバー
田中美奈子の「SEASON」は、1992年7月25日、8枚目のシングルとして徳間ジャパンコミュニケーションズから発売された。

### 解説
田中が出演した同年放送のTBSテレビドラマ『天使のように生きてみたい』のオープニングテーマに起用され、編曲は当時、織田と同じ事務所だった葉山たけしが手掛けた。

### 田中美奈子シングル収録曲
1. SEASON
作詞・作曲：織田哲郎　編曲：葉山たけし
2. 夢をあきらめないで
作詞・作曲：田中美奈子　編曲：和泉一弥
3. SEASON (inst.)

### レコーディング参加
- 葉山たけし - ギター
- 生沢佑一（TWINZER） - コーラス